# Clarence (Nowy Jork)
Clarence – miasto w Stanach Zjednoczonych, w stanie Nowy Jork, w hrabstwie Erie.